# Ма (річка)
Річка Ма (в'єт. Sông Mã, лаос. ນ້ຳມ້າ / Nam Ma) — річка в Азії, що бере початок на Північному Заході В'єтнаму. Вона протікає 400 км через В'єтнам, Лаос, а потім знов через В'єтнам, впадаючи в море в Тонкінській затоці.
Найбільшими притоками річки Ма є Тю (в Лаосі її також називають річкою Нам Сам), Биой і Каутяй. Усі вони зливаються з річкою Ма в провінції Тханьхоа на півночі центрального В’єтнаму.
При впадінні в море річка Ма створює дельту Ма (також звану дельтою Тханьхоа), третю за величиною у В’єтнамі.
Раніше поблизу дельти річки Ма проходив південний кордон В’єтнаму. Це був центр Куутян (Cuu-Chan), південної з двох префектур В'єтнаму під владою царства Наньюе у 2 столітті до нашої ери.